# Lega Nazionale American Football 2012
La stagione 2012 della Serie A2 LENAF, è stata la 5ª edizione del campionato di football americano di secondo livello organizzato dalla FIDAF). Il torneo è iniziato il 10 marzo 2012, terminando il 30 giugno 2012 con la disputa del V Italian Bowl giocato a Torino tra Grizzlies Roma e Barbari Roma Nord e vinto da questi ultimi, che si sono pertanto laureati Campioni di Italia LENAF 2012.
Al campionato hanno partecipato 20 squadre, divise in 4 gironi. Le qualificate ai playoff sono state le prime 8 della classifica generale.

## Squadre partecipanti
Rispetto alla stagione precedente si sono avute delle modifiche nol gruppo delle squadre partecipanti:
- i Lions Bergamo e i Daemons Martesana sono passati in IFL
- i Predatori Golfo del Tigullio e i Redskins Verona sono passati nel CIF9
- i Puma Bresso hanno dismesso l'attività senior, mantenendo le sole giovanili
- i Muli e i Mustangs Trieste formeranno per questo campionato un'unica squadra, col nome di "Muts Trieste"
- la Legio XIII Roma, le Aquile Ferrara e i Crusaders Cagliari sono passate in Lega Nazionale American Football dal CIF9
- i Blacks Rivoli e i Bobcats Parma passano dalla FIF alla LENAF, lega affiliata alla FIDAF

### Girone Ovest
| Club            | Città (prov.) |
| --------------- | ------------- |
| Frogs Legnano   | Legnano (MI)  |
| Blacks Rivoli   | Rivoli (TO)   |
| Giaguari Torino | Torino        |
| Mastini Verona  | Verona        |
| Bobcats Parma   | Parma         |

### Girone Centro
| Club             | Città (prov.) |
| ---------------- | ------------- |
| Angels Pesaro    | Pesaro        |
| Guelfi Firenze   | Firenze       |
| Aquile Ferrara   | Ferrara       |
| Red Jackets Luni | Sarzana       |
| Titans Romagna   | Forlì         |

### Girone Est
| Club              | Città (prov.) |
| ----------------- | ------------- |
| Draghi Udine      | Udine         |
| Muts Trieste      | Trieste       |
| Islanders Venezia | Venezia       |
| Saints Padova     | Padova        |
| Sharks Palermo    | Palermo       |

### Girone Sud
| Club               | Città (prov.) |
| ------------------ | ------------- |
| Barbari Roma Nord  | Roma          |
| Legio XIII Roma    | Roma          |
| Crusaders Cagliari | Cagliari      |
| Briganti Napoli    | Napoli        |
| Grizzlies Roma     | Roma          |

## Regular season

### Calendario
Dati aggiornati al 6 maggio 2012.

#### Week 1
| Sesta Godano 10 marzo 2012, ore 21:00 | Red Jackets Luni | 68 – 14 | Blacks Rivoli | C.S. Sandro Pertini, via Roma 35 |

| Roma 11 marzo 2012, ore 14:00 | Legio XIII Roma | 14 – 39 | Bobcats Parma | C.S. Longarina, via di Castel Fusano 74 |

| San Vittore Olona 11 marzo 2012, ore 14:30 | Frogs Legnano | 13 – 35 | Crusaders Cagliari | C.S., via Roma |

| Ferrara 11 marzo 2012, ore 14:30 | Aquile Ferrara | 14 – 39 | Giaguari Torino | Motovelodromo comunale, via Porta Catena 74 |

| Padova 11 marzo 2012, ore 14:30 | Saints Padova | 7 – 20 | Grizzlies Roma | C.S., via Guglielmo Geremia 2 |

| Forlì 11 marzo 2012, ore 15:00 | Titans Romagna | 14 – 0 | Muts Trieste | C.S. G. Casadei, via Monda 3 |

| Pesaro 11 marzo 2012, ore 15:00 | Angels Pesaro | 14 – 16 | Briganti Napoli | C.S., via Respighi |

| Udine 11 marzo 2012, ore 15:00 | Draghi Udine | 7 – 21 | Mastini Verona | C.S. Giacomo Centazzo, via della Roggia |

#### Week 2
| Parma 17 marzo 2012, ore 20:00 | Bobcats Parma | 15 – 35 (0-0 0-0 0-0 0-0) | Mastini Verona | Stadio XXV Aprile |

| Cagliari 18 marzo 2012, ore 15:00 | Crusaders Cagliari | 0 – 14 (0-0 0-0 0-7 0-7) | Barbari Roma Nord | C.S. Terramaini, via Cesare Cabras |

| Roma 18 marzo 2012, ore 14:30 | Grizzlies Roma | 36 – 0 (0-0 0-0 0-0 0-0) | Legio XIII Roma | Stadio Paolo Rosi, via dei Campi Sportivi 7 |

| Padova 18 marzo 2012, ore 14:30 | Saints Padova | 26 – 27 (d.t.s.) (0-7 6-0 8-0 6-13 6-7) | Islanders Venezia | C.S. Plebiscito, via Guglielmo Geremia 2 |
| \| \| \| \| \| Capogrosso 8' Q2 (TD) 7yd run Capogrosso 8' Q3 (TD) 7yd run Donati 8' Q3 (tpc) pass from Sabbadin Sabbadin 7' Q4 (TD) 1yd run Giustozzi OT1 (TD) 1yd pass from Sabbadin \| Marcatori \| Nicola Scaramuzza 9' Q1 (TD) 44yd pass from Nerozzi Matteo Bovo 9' Q1 (pat) Nicola Scaramuzza 8' Q4 (TD) 62yd run Matteo Bovo 8' Q4 (pat) Nicola Scaramuzza 9' Q4 (TD) 54yd pass from Nerozzi Nicola Scaramuzza OT1 (TD) 3yd pass from Nerozzi Matteo Bovo OT1 (pat) \| |               | |                   |                                          |
| |               | |                   |                                          |
| Capogrosso 8' Q2 (TD) 7yd run Capogrosso 8' Q3 (TD) 7yd run Donati 8' Q3 (tpc) pass from Sabbadin Sabbadin 7' Q4 (TD) 1yd run Giustozzi OT1 (TD) 1yd pass from Sabbadin | Marcatori     | Nicola Scaramuzza 9' Q1 (TD) 44yd pass from Nerozzi Matteo Bovo 9' Q1 (pat) Nicola Scaramuzza 8' Q4 (TD) 62yd run Matteo Bovo 8' Q4 (pat) Nicola Scaramuzza 9' Q4 (TD) 54yd pass from Nerozzi Nicola Scaramuzza OT1 (TD) 3yd pass from Nerozzi Matteo Bovo OT1 (pat) |                   |                                          |

| Firenze 18 marzo 2012, ore 14:30 | Guelfi Firenze | 7 – 0 (0-0 0-0 0-0 0-0) | Titans Romagna | C.S. comunale, via del Perugino |

| San Vittore Olona 18 marzo 2012, ore 14:30 | Frogs Legnano | 19 – 34 (0-0 0-0 0-0 0-0) | Giaguari Torino | C.S., via Roma |

#### Recuperi
| Trieste 24 marzo 2012, ore 21:00 | Muts Trieste | 14 – 16 (0-0 0-0 0-0 0-0) | Draghi Udine | Stadio G. Ferrini, piazzale delle Puglie 1 |

| Roma 25 marzo 2012, ore 15:00 | Barbari Roma Nord | 36 – 7 (0-0 0-0 0-0 0-0) | Sharks Palermo | C.S. Alfredo Monza, via del Baiardo 28 |

#### Week 3
| Verona 31 marzo 2012, ore 15:00 | Mastini Verona | 14 – 19 | Giaguari Torino | C.S. comunale Consolini, via Antonio Ascari 1 |

| Favaro Veneto 31 marzo 2012, ore 20:30 | Islanders Venezia | 16 – 6 | Draghi Udine | C.S. comunale, via Monte Cervino 43 |

| Trieste 31 marzo 2012, ore 21:00 | Muts Trieste | 13 – 20 | Sharks Palermo | Stadio G. Ferrini, piazzale delle Puglie 1 |

| Grugliasco 31 marzo 2012, ore 21:00 | Blacks Rivoli | 34 – 26 | Frogs Legnano | C.S. CUS Torino, viale Radich |

| Pesaro 1º aprile 2012, ore 14:30 | Angels Pesaro | 6 – 40 | Guelfi Firenze | C.S., via Respighi |

| Ferrara 1º aprile 2012, ore 15:00 | Aquile Ferrara | 31 – 46 | Red Jackets Luni | Motovelodromo comunale, via Porta Catena 74 |

| Roma 1º aprile 2012, ore 15:30 | Legio XIII Roma | 0 – 48 | Briganti Napoli | C.S. Longarina, via di Castel Fusano 74 |

#### Week 4
| Torino 14 aprile 2012, ore 21:00 | Giaguari Torino | 40 – 19 | Bobcats Parma | Stadio Primo Nebiolo, Viale Hugues 10 |

| Grugliasco 14 aprile 2012, ore 21:00 | Blacks Rivoli | 25 – 20 | Mastini Verona | C.S. CUS Torino, viale Radich |

| Terrasini 15 aprile 2012, ore 14:00 | Sharks Palermo | – (Rinviata) | Islanders Venezia | C.S. Favazza |

| Roma 15 aprile 2012, ore 15:00 | Barbari Roma Nord | 7 – 10 | Grizzlies Roma | C.S. Alfredo Monza, via del Baiardo 28 |

| Udine 15 aprile 2012, ore 15:00 | Draghi Udine | 13 – 18 | Saints Padova | C.S. Giacomo Centazzo, via della Roggia |

| Napoli 15 aprile 2012, ore 15:30 | Briganti Napoli | 14 – 7 | Crusaders Cagliari | Stadio Arturo Collana, via Giuseppe Ribera |

| Forlì 15 aprile 2012, ore 16:00 | Titans Romagna | 35 – 6 | Aquile Ferrara | C.S. G. Casadei, via Monda 3 |

#### Week 5
| Parma 21 aprile 2012, ore 20:00 | Bobcats Parma | 37 – 40 | Blacks Rivoli | Stadio XXV Aprile |

| Favaro Veneto 21 aprile 2012, ore 20:30 | Islanders Venezia | 15 – 0 | Muts Trieste | C.S. Comunale, via Monte Cervino 43 |

| Carrara 21 aprile 2012, ore 21:00 | Red Jackets Luni | 70 – 41 | Angels Pesaro | C.S. Boni, via Cavaiola 1, loc. Fossone |

| Roma 22 aprile 2012, ore 14:00 | Legio XIII Roma | 0 – 52 | Barbari Roma Nord | C.S. Longarina, via di Castel Fusano 74 |

| Verona 22 aprile 2012, ore 15:00 | Mastini Verona | 34 – 6 | Frogs Legnano | C.S. Comunale Consolini, via Antonio Ascari 1 |

| Ferrara 22 aprile 2012, ore 15:00 | Aquile Ferrara | 19 – 26 | Guelfi Firenze | Motovelodromo comunale, via Porta Catena 74 |

#### Week 6
| Terrasini 28 aprile 2012, ore 20:00 | Sharks Palermo | 20 – 7 | Saints Padova | C.S. Favazza |

| Roma 29 aprile 2012, ore 15:00 | Barbari Roma Nord | 28 – 20 | Briganti Napoli | C.S. Alfredo Monza, via del Baiardo 28 |

| Roma 29 aprile 2012, ore 15:00 | Grizzlies Roma | 33 – 8 | Crusaders Cagliari | Stadio Paolo Rosi, via dei Campi Sportivi 7 |

| Firenze 29 aprile 2012, ore 15:00 | Guelfi Firenze | 21 – 14 | Red Jackets Luni | C.S. comunale, via del Perugino |

| Forlì 29 aprile 2012, ore 16:00 | Titans Romagna | 31 – 9 | Angels Pesaro | C.S. G. Casadei, via Monda 3 |

#### Week 7
| Firenze 5 maggio 2012, ore 20:00 | Guelfi Firenze | 28 – 14 | Draghi Udine | C.S. comunale, via del Perugino |

| Parma 5 maggio 2012, ore 20:00 | Bobcats Parma | 26 – 20 | Aquile Ferrara | Stadio XXV Aprile |

| Favaro Veneto 5 maggio 2012, ore 20:30 | Islanders Venezia | 0 – 37 | Giaguari Torino | C.S. Comunale, via Monte Cervino 43 |

| Trieste 5 maggio 2012, ore 21:00 | Muts Trieste | 47 – 27 | Angels Pesaro | Stadio G. Ferrini, piazzale delle Puglie 1 |

| Roma 6 maggio 2012, ore 14:00 | Legio XIII Roma | 12 – 24 | Blacks Rivoli | C.S. Longarina, via di Castel Fusano 74 |

| San Vittore Olona 6 maggio 2012, ore 15:00 | Frogs Legnano | 27 – 17 | Saints Padova | C.S., via Roma |

| Cagliari 6 maggio 2012, ore 15:00 | Crusaders Cagliari | 28 – 24 | Red Jackets Luni | C.S. Terramaini, via Cesare Cabras |

| Roma 6 maggio 2012, ore 15:00 | Barbari Roma Nord | 38 – 28 | Mastini Verona | C.S. Alfredo Monza, via del Baiardo 28 |

| Roma 6 maggio 2012, ore 15:00 | Grizzlies Roma | 15 – 0 | Sharks Palermo | Stadio Paolo Rosi, via dei Campi Sportivi 7 |

| Napoli 6 maggio 2012 | Briganti Napoli | 16 – 28 | Titans Romagna | Stadio Arturo Collana, via Giuseppe Ribera |

### Classifiche

#### Girone Ovest
| Pos. | Squadra         | %V    | G | V | P | PF  | PS  |
| ---- | --------------- | ----- | - | - | - | --- | --- |
| 1    | Giaguari Torino | 1.000 | 8 | 8 | 0 | 283 | 100 |
| 2    | Mastini Verona  | .625  | 8 | 5 | 3 | 201 | 116 |
| 3    | Blacks Rivoli   | .625  | 8 | 5 | 3 | 198 | 277 |
| 4    | Bobcats Parma   | .500  | 8 | 4 | 4 | 245 | 240 |
| 5    | Frogs Legnano   | .125  | 8 | 1 | 7 | 168 | 247 |

#### Girone Centro
| Pos. | Squadra          | %V    | G | V | P | PF  | PS  |
| ---- | ---------------- | ----- | - | - | - | --- | --- |
| 1    | Guelfi Firenze   | 1.000 | 8 | 8 | 0 | 216 | 70  |
| 2    | Titans Romagna   | .875  | 8 | 7 | 1 | 232 | 60  |
| 3    | Red Jackets Luni | .375  | 8 | 3 | 5 | 268 | 256 |
| 4    | Aquile Ferrara   | .375  | 8 | 3 | 5 | 155 | 201 |
| 5    | Angels Pesaro    | .125  | 8 | 1 | 7 | 187 | 125 |

#### Girone Est
| Pos. | Squadra           | %V   | G | V | P | PF  | PS  |
| ---- | ----------------- | ---- | - | - | - | --- | --- |
| 1    | Sharks Palermo    | .625 | 8 | 5 | 3 | 127 | 126 |
| 2    | Islanders Venezia | .625 | 8 | 5 | 3 | 146 | 169 |
| 3    | Muts Trieste      | .375 | 8 | 3 | 5 | 148 | 151 |
| 4    | Draghi Udine      | .125 | 8 | 1 | 7 | 83  | 179 |
| 5    | Saints Padova     | .125 | 8 | 1 | 7 | 85  | 211 |

#### Girone Sud
| Pos. | Squadra            | %V   | G | V | P | PF  | PS  |
| ---- | ------------------ | ---- | - | - | - | --- | --- |
| 1    | Grizzlies Roma     | .875 | 8 | 7 | 1 | 189 | 61  |
| 2    | Barbari Roma Nord  | .750 | 8 | 6 | 2 | 232 | 136 |
| 3    | Briganti Napoli    | .500 | 8 | 4 | 4 | 168 | 151 |
| 4    | Crusaders Cagliari | .375 | 8 | 3 | 5 | 136 | 141 |
| 5    | Legio XIII Roma    | .000 | 8 | 0 | 8 | 32  | 324 |

### Players of the Week
Questi sono stati i giocatori della settimana nei vari ruoli
| Week | Quarterback                    | Runningback                        | Receiver                        | Defensive player                |
| ---- | ------------------------------ | ---------------------------------- | ------------------------------- | ------------------------------- |
| 1    | Sabbadin ( Saints Padova)      | Milani ( Red Jackets Luni)         |                                 |                                 |
| 2    | Morelli ( Giaguari Torino)     | Pace ( Barbari Roma Nord)          | Scaramuzza ( Islanders Venezia) | A. Lucariello ( Grizzlies Roma) |
| Rec. | n.a.                           | n.a.                               | n.a.                            | n.a.                            |
| 3    | Yari Gorla ( Frogs Legnano)    | Marzano ( Guelfi Firenze)          | Trinidade ( Frogs Legnano)      | D. Torrente ( Giaguari Torino)  |
| 4    | F. Malta ( Aquile Ferrara)     | A. Di Giorgio ( Barbari Roma Nord) | M. Spada ( Titans Romagna)      | F. Sicignano ( Aquile Ferrara)  |
| 5    | U. Arcangeli ( Guelfi Firenze) | A. Di Giorgio ( Barbari Roma Nord) | J. Bardini ( Guelfi Firenze)    | V. De Marco ( Aquile Ferrara)   |
| 6    |                                |                                    |                                 |                                 |
| 7    |                                |                                    |                                 |                                 |
| 8    |                                |                                    |                                 |                                 |
| 9    |                                |                                    |                                 |                                 |
| 10   |                                |                                    |                                 |                                 |
| 11   |                                |                                    |                                 |                                 |
| 12   |                                |                                    |                                 |                                 |
| 13   |                                |                                    |                                 |                                 |
| 14   |                                |                                    |                                 |                                 |
| 15   |                                |                                    |                                 |                                 |
| 16   |                                |                                    |                                 |                                 |

## Playoff

### Tabellone
|  | Quarti di finale | Quarti di finale  | Quarti di finale  |                |                | Semifinali      | Semifinali | Semifinali |  |  | V Italian Bowl | V Italian Bowl    | V Italian Bowl |
|  |                  |                   |                   |                |                |                 |            |            |  |  |                |                   |                |
|  | 1O               | Giaguari Torino   | 53                |                |                |                 |            |            |  |  |                |                   |                |
|  | 2E               | Islanders Venezia | 7                 |                |                |                 |            |            |  |  |                |                   |                |
|  | 2E               | Islanders Venezia | 7                 |                | 1O             | Giaguari Torino | 0          |            |  |  |                |                   |                |
|  |                  |                   |                   |                | 1O             | Giaguari Torino | 0          |            |  |  |                |                   |                |
|  |                  | 2S                | Barbari Roma Nord | 23             |                |                 |            |            |  |  |                |                   |                |
|  | 1E               | 2S                | Barbari Roma Nord | 23             | Sharks Palermo | 0               |            |            |  |  |                |                   |                |
|  | 1E               |                   |                   |                | Sharks Palermo | 0               |            |            |  |  |                |                   |                |
|  | 2S               | Barbari Roma Nord | 7                 |                |                |                 |            |            |  |  |                |                   |                |
|  |                  |                   |                   |                |                |                 |            |            |  |  | 2S             | Barbari Roma Nord | 28             |
|  |                  |                   | 1S                | Grizzlies Roma | 13             |                 |            |            |  |  |                |                   |                |
|  | 1C               | Guelfi Firenze    | 28                |                |                |                 |            |            |  |  |                |                   |                |
|  | 3O               | Blacks Rivoli     | 14                |                |                |                 |            |            |  |  |                |                   |                |
|  | 3O               | Blacks Rivoli     | 14                |                | 1C             | Guelfi Firenze  | 6          |            |  |  |                |                   |                |
|  |                  |                   |                   |                | 1C             | Guelfi Firenze  | 6          |            |  |  |                |                   |                |
|  |                  | 1S                | Grizzlies Roma    | 21             |                |                 |            |            |  |  |                |                   |                |
|  | 1S               | 1S                | Grizzlies Roma    | 21             | Grizzlies Roma | 20              |            |            |  |  |                |                   |                |
|  | 1S               |                   |                   |                | Grizzlies Roma | 20              |            |            |  |  |                |                   |                |
|  | 2C               | Titans Romagna    | 3                 |                |                |                 |            |            |  |  |                |                   |                |

### V Italian Bowl LENAF
Il V Italian Bowl si è disputato il 30 giugno 2012 allo Stadio Primo Nebiolo di Torino. L'incontro è stato vinto dai Barbari Roma Nord sui Grizzlies Roma con il risultato di 28 a 13.

## Verdetti
- Barbari Roma Nord vincitori dell'Italian Bowl V.